# The Trump Organization

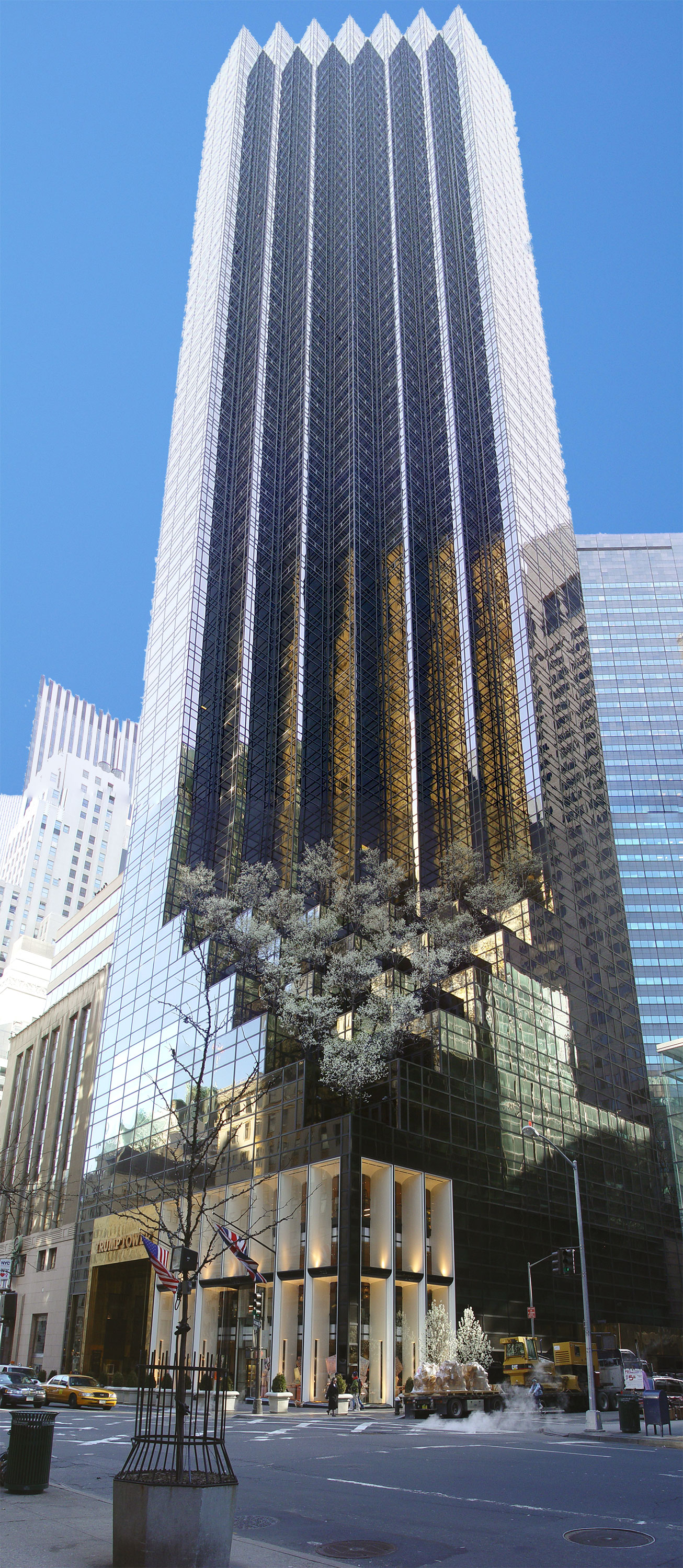
Sitz der Trump Organization: Trump Tower in New York City

The Trump Organization LLC ist ein US-amerikanischer Mischkonzern und eine Holdinggesellschaft mit Sitz im Trump Tower in New York City. Ihr Eigentümer ist Donald Trump, der 45. und 47. Präsident der Vereinigten Staaten von Amerika.

## Geschichte
Ein Vorläufer war die 1925 von Elizabeth Christ Trump gegründete Firma Elizabeth Trump & Son, deren Leitung ihr zu diesem Zeitpunkt noch minderjähriger Sohn Fred C. Trump bald übernahm und die er bis 1929 führte. Wegen der Weltwirtschaftskrise musste Fred Trump dieses Geschäft zeitweise ruhen lassen, bis er 1934 durch die Übernahme der insolventen J. Lehrenkrauss Corporation wieder einen Einstieg fand und durch die Inanspruchnahme neuartiger staatlicher Förderungen (Federal Housing Administration) im Rahmen des New Deal die Mittel fand, in großem Stil Einfamilienhäuser im New Yorker Stadtteil Brooklyn zu bauen.
Als die USA 1941 in den Zweiten Weltkrieg eintraten, wurde die Wohnungsbauförderung in New York eingestellt, und Trump verlegte seine Aktivitäten nach Norfolk (Virginia), dem wichtigsten Stützpunkt der US-Marine an der Ostküste. Unter Ausnutzung großzügiger Fördermaßnahmen baute er dort in drei Jahren 1.360 Mietshäuser mit bis zu 20 Wohnungen, die er nicht wie bislang verkaufte, sondern aufgrund der großen Nachfrage profitabel vermieten konnte. Ab 1947 baute Trump wieder in Brooklyn – und erneut mit staatlicher Förderung – in großem Stil Mietshäuser.
Fred Trumps Sohn Donald trat 1968 offiziell in das Familienunternehmen ein und übernahm bereits 1971 die Führung. Er benannte das Unternehmen in The Trump Organization um. Nach seiner Wahl zum Präsidenten der Vereinigten Staaten übergab er am 11. Januar 2017 die Leitung des Unternehmens an seine Söhne, bleibt aber dessen Eigentümer.
Ein New Yorker Bezirksstaatsanwalt und die New Yorker Generalstaatsanwältin Letitia James ermitteln (Stand November 2020) gegen die Trump Organization u. a. wegen des Verdachts auf Banken- und Versicherungsbetrug, Steuerhinterziehung und Manipulation von Geschäftsergebnissen. Am 1. Juli 2021 erhob die Bezirksstaatsanwaltschaft von Manhattan Anklage gegen die Trump Organization und deren Finanzchef Allen Weisselberg, der zu fünf Monaten Haft verurteilt wurde. Zu den Anklagepunkten gehören Betrug (Steuerhinterziehung (über 15 Jahre) und Bilanzfälschung), Komplott und schwerer Diebstahl. Donald Trump wurde dabei nicht persönlich angeklagt. Im August 2022 bekannte sich Weisselberg in jenem Strafverfahren zu insgesamt 15 Anklagepunkten – darunter Verschwörung, Steuerbetrug, schweren Diebstahl und der Fälschung von Geschäftsunterlagen, schuldig. Neben seinem Schuldbekenntnis willigte Weisselberg außerdem im Rahmen einer Verständigung ein, sich befragen zu lassen, um einer Haftstrafe von bis zu 15 Jahren zu entgehen.
Im September 2022 erhob die New Yorker Generalstaatsanwältin Letitia James Zivilklage gegen Donald Trump (und gegen seine drei Kinder Don Jr., Eric und Ivanka) wegen Finanzbetrugs. Trump bzw. die Trump Organization habe laut Klageschrift Trumps Reinvermögen von 2011 bis 2021 fälschlich um Milliarden von Dollar aufgebläht, um Kredite zu erhalten und um weniger Steuern zu zahlen. Dies sei durch eine falsche Bewertung von Immobilien der Trump Organization geschehen. James forderte mit der Zivilklage u. a. Geldstrafen in Höhe von insgesamt 250 Millionen Dollar. Im Oktober begann ein separater Strafprozess, der von der Staatsanwaltschaft von Manhattan angestrengt wurde; im Dezember wurde die Organisation in 17 Anklagepunkten, darunter wegen Steuerbetrug, verurteilt.

## Geschäftsfelder

### Trump Real Estate
Das Kerngeschäft besteht aus der Trump Real Estate. Dieses Unternehmen verwaltet die Luxusimmobilien der Trump Organization, welche auf dem gesamten Globus verteilt sind.
Zu den bekannten Gebäuden von Trump Real Estate zählen unter anderem
- 40 Wall Street,
- der Trump Tower in New York,
- Trump International Hotel and Tower in New York,
- der Trump World Tower
- das Weingut Trump Vineyard Estates in der Nähe von Charlottesville mit einer Weinanbaufläche von rund 810 Hektar Wein[17]

### Trump Hotels
Ein weiteres wichtiges Betätigungsfeld ist die Trump Hotel Collection. Unter dieser Marke werden weltweit derzeit 15 Luxushotels betrieben (Stand Mai 2016). Die Hotelgebäude befinden sich wiederum im Eigentum der Trump Real Estate oder anderen Eigentümern, sodass die Trump Hotel Collection lediglich den operativen Betrieb organisiert.

### Trump Golf
Trump Golf umfasst 12 Golfplätze in- und 5 außerhalb der USA.

#### Vereinigte Staaten
- Trump Golf Links at Ferry Point, Bronx, New York (nur Betrieb)
- Trump International Golf Club, West Palm Beach, Florida
- Trump National Doral Miami: Ein 320 ha Golfresort mit fünf Golfplätzen, dabei ein Hotel mit 700 Betten.
- Trump National Golf Club, Bedminster, New Jersey
- Trump National Golf Club, Charlotte, North Carolina
- Trump National Golf Club, Colts Neck, New Jersey
- Trump National Golf Club, Hudson Valley, New York
- Trump National Golf Club, Jupiter, Florida
- Trump National Golf Club, Los Angeles
- Trump National Golf Club, Philadelphia
- Trump National Golf Club, Washington, D.C.
- Trump National Golf Club, Westchester, New York

#### Dubai
- Trump International Golf Club, Dubai: Eigentümer Damac Properties, betrieben von Trump Organization.
- Trump World Golf Club, Dubai, Bau von Damac im Akoya Oxygen housing development, sollte 2018 eröffnen ist aber Ende 2020 noch nicht geöffnet.

#### Irland
- Trump International Golf Links and Hotel Ireland, Doonbeg, County Clare.

#### Schottland
- Trump International Golf Links, Scotland in Balmedie, Aberdeenshire. Dieser Golfplatz war der Schauplatz einer gerichtlichen Auseinandersetzung über die Errichtung eines Offshore-Windparks in einigen Kilometern Entfernung.
- Trump Turnberry: Ein historisches Golfresort mit drei Golfplätzen und einem Hotel in South Ayrshire, Schottland.

### Trump International Realty
Trump International Realty ist ein Immobilienunternehmen mit Schwerpunkt auf Luxusimmobilien.

### Trump Entertainment
Trump Entertainment besitzt unter anderem die Lizenzen an der Serie The Apprentice und an Trump Model Management.

### Merchandise
Im Merchandise-Geschäft werden unter der Marke Trump Anzüge, Mineralwasser und Parfums vertrieben. Eine nicht weitergeführte Marke ist Trump Vodka.

### Trump University
Nicht mehr betrieben wird die Bildungseinrichtung Trump Entrepreneur Initiative (gegründet als Trump University).

## Immobilien (Auswahl)
- 40 Wall Street (von der Trump Organization gemietet)
- AXA Center
- Mar-a-Lago
- Trump International Hotel and Tower Chicago
- Trump International Hotel and Tower Las Vegas
- Trump International Hotel and Tower New York
- Trump Tower (von der Trump Organization gemietet)
- Trump World Tower

Viele Unternehmer bezahlen Lizenzgebühren für die Verwendung des Namens Trump. Aus diesem Grund besitzt Trump viele der Gebäude, die seinen Namen tragen, nicht.

## Kritik
1973 wurde die Trump Organization von der Bürgerrechtsabteilung des Justizministeriums der Vereinigten Staaten angeklagt, weil die Trump Organization keine Wohnungen an Schwarze vermieten wollte. Die National Urban League, eine amerikanische Bürgerrechtsbewegung, die sich für die Rechte von Afroamerikanern und gegen deren Diskriminierung in den USA einsetzt, hatte das durch schwarze und weiße Testpersonen, die sich jeweils für ein Appartement in einem Trump gehörenden Komplex bewarben, herausgefunden.

## Abwicklung
Am 26. September 2023 ordnete ein New Yorker Richter die Abwicklung der Organisation aufgrund betrügerischer Geschäftspraktiken an. Wenn das Urteil rechtskräftig wird, werden Liquidatoren eingesetzt.